# Bodyguard (1992)
Bodyguard (Originaltitel: The Bodyguard) ist eine US-amerikanische Thriller-Romanze aus dem Jahr 1992. Die Regie führte Mick Jackson, das Drehbuch schrieb Lawrence Kasdan. Die Hauptrollen spielten Kevin Costner und Whitney Houston.
Der Film wurde vor allem durch seinen Soundtrack weltberühmt. Das Album The Bodyguard ist eines der bisher erfolgreichsten Alben und verkaufte sich weltweit 44 Millionen Mal. Auch der Titelsong I Will Always Love You avancierte zu einem der bisher größten Hits und verkaufte sich als Single über zwölf Millionen Mal.

## Handlung
Der ehemalige Agent des Secret Service, Frank Farmer, ist ein Sicherheitsexperte, der immer dann beauftragt wird, wenn das Leben seiner Klienten besonders stark bedroht ist. So erkennt er in einem Parkhaus rechtzeitig einen Attentäter, erschießt ihn und rettet seinem Schützling das Leben. Daraufhin wird Frank für 3000 US-Dollar pro Woche beauftragt, die Popsängerin Rachel Marron zu beschützen, die Drohbriefe erhält. Er stellt schnell fest, dass Sicherheitsfragen in der Umgebung von Rachel, die stets einen großen Tross an Helfern und Bewundern um sich hält, sehr nachlässig gehandhabt werden. Allmählich ändert er diesen Zustand, wobei er unter anderem gegen den Widerstand seiner Auftraggeberin kämpfen muss. Erst als Rachel erfährt, dass ein Fan in ihr Haus eingebrochen ist – dies hatten ihre Berater lange vor ihr verheimlicht –, reagiert sie schockiert und erkennt den Sinn der verschärften Sicherheitsmaßnahmen.
Rachel und Frank kommen einander näher, verlieben sich und verbringen eine Nacht zusammen. Frank bereut dies bereits am nächsten Morgen: Er hält es für einen Fehler, sich auf eine Beziehung zu seiner Kundin einzulassen, da er als Bodyguard bezahlt wird und sich ausschließlich dieser Tätigkeit widmen will. Rachel ist schwer gekränkt und versucht sich im Folgenden in Form von spitzen Bemerkungen und einem demonstrativen Flirt mit Franks Ex-Kollegen Portman zu revanchieren.
Einige Zeit darauf ruft ein Unbekannter Rachel direkt an, und verängstigt sie so sehr, dass sie Frank verspricht, sich von nun an strikt an seine Anweisungen zu halten. Frank bringt daraufhin Rachel, ihren Sohn Fletcher und ihre Schwester Niki zu seinem Vater, der abgeschieden in den Bergen lebt. Alle Angestellten werden beurlaubt, und die anstehenden Konzerte abgesagt. Doch auch dort erfolgt ein Anschlag, dem Fletcher nur knapp entgeht. Schockiert gesteht Niki, dass sie aus Eifersucht einen Profikiller auf ihre Schwester angesetzt hat, und dieser die Drohbriefe eines Fans nur als Deckung benutzt. Auftrag und Bezahlung erfolgten anonym: Niki weiß nicht, wer der Killer ist, und der Killer weiß nicht, wer sein Geldgeber ist. Dadurch kann der Auftrag auch nicht abgebrochen werden. Der Killer dringt nachts ins Haus ein und tötet unwissentlich nicht Rachel, sondern Niki, ehe er unerkannt fliehen kann. Nach diesem Erlebnis kommen sich Rachel und Frank wieder näher.
Kurz nach der Beerdigung Nikis findet die Oscar-Verleihung statt, bei der Rachel nominiert ist. Fest entschlossen, nicht ewig in Angst leben zu wollen, sagt Rachel ihre Teilnahme trotz der Umstände zu. Im letzten Moment erkennt Frank, dass sein früherer Kollege Portman der Attentäter ist und eine Schusswaffe in einer Kamera versteckt hat. Er wirft sich in die Schussbahn und wird getroffen, kann aber dennoch zurückschießen und den Mörder ausschalten.
Einige Zeit später hat Rachel einen anderen Leibwächter, den Frank ihr empfohlen hat. Auf einem Flughafen kommt es zu einer bemüht freundschaftlichen Verabschiedung zwischen den beiden, die Rachel mit „Also bringen wir es hinter uns“ beendet, bevor sie in ihren Privatjet verschwindet. Plötzlich bringt sie die Maschine zum Stehen und läuft auf Frank zu, woraufhin die beiden sich leidenschaftlich küssen. In der letzten Szene sieht man eine Konferenz: Ein Abgeordneter wird begrüßt, im Hintergrund beobachtet Frank den Raum.

## Kritiken
Roger Ebert schrieb in der Chicago Sun-Times vom 25. November 1992, der Film sei kein Liebesfilm, sondern eher eine Studie der Unterschiede von Lebensstilen zweier Menschen: des Popstars Rachel Marron und des eher normal arbeitenden Frank Farmer. Der Film enthalte zwar eine Liebesgeschichte, aber eine Geschichte „vorsichtiger Leidenschaft“ zwischen zwei Menschen, die viel Zeit miteinander verbringen, ihre Prioritäten aber immer im Blick haben.
Das Lexikon des internationalen Films bezeichnet den Film als „klischeehafte Kriminalgeschichte“, als Vehikel für die ehrgeizige Konfrontation lakonischer Westernideologie mit modernem Starkult. Das schwache Drehbuch gewinne an Profil durch die hautnahe Inszenierung und an Publikumsreiz durch die attraktive Besetzung.

## Auszeichnungen
- Zwei Songs des Films wurden im Jahr 1993 für den Oscar nominiert: I Have Nothing von David Foster und Linda Thompson sowie Run to You von Jud Friedman und Allan Dennis Rich; die beiden Songs wurden ebenfalls, im Jahr 1994, für den Grammy Award nominiert. Das Soundtrack-Album The Bodyguard: Original Soundtrack Album erhielt einen Grammy Award für das Album des Jahres.
- Whitney Houston gewann im Jahr 1993 für den Song I Will Always Love You den MTV Movie Award, außerdem gewann der Film diesen Preis als Bester Film. Der Film wurde in sechs weiteren Kategorien für den MTV Movie Award nominiert.
- Der Film gewann 1993 die Goldene Leinwand und im nächsten Jahr die Goldene Leinwand mit Stern. Im Jahr 1993 wurde er für einen Preis der Japanischen Filmakademie nominiert. Er gewann 1994 den britischen Brit Award für den Soundtrack.
- Die Deutsche Film- und Medienbewertung FBW in Wiesbaden verlieh dem Film das Prädikat „wertvoll“.[4]
- Der Film wurde zudem in sieben Kategorien für die Goldene Himbeere nominiert, darunter als Schlechtester Film des Jahres, Kevin Costner als Schlechtester Schauspieler, Whitney Houston als Schlechteste Schauspielerin und Lawrence Kasdan für das Schlechteste Drehbuch.

## Synchronisation
| Rolle         | Darsteller             | Sprecher             |
| ------------- | ---------------------- | -------------------- |
| Frank Farmer  | Kevin Costner          | Frank Glaubrecht     |
| Rachel Marron | Whitney Houston        | Anke Reitzenstein    |
| Sy Spector    | Gary Kemp              | Klaus-Dieter Klebsch |
| Bill Devaney  | Bill Cobbs             | Joachim Nottke       |
| Herb Farmer   | Ralph Waite            | Otto Czarski         |
| Greg Portman  | Tomas Arana            | Lutz Riedel          |
| Nicki Marron  | Michele Lamar Richards | Franziska Pigulla    |
| Tony Scipelli | Mike Starr             | Roland Hemmo         |